# ضيفي القادم لا يحتاج إلى مقدمة مع ديفيد ليترمان
ضيفي القادم لا يحتاج إلى مقدمة مع ديفيد ليترمان (بالإنجليزية: My Next Guest Needs No Introduction With David Letterman)‏ هو برنامج ويب تلفزيوني أمريكي من تقديم ديفيد ليترمان.
يقوم البرنامج على إجراء مقابلة مع ضيف واحد لكل حلقة داخل أو خارج الاستوديو على حد سواء. أغنية البرنامج والموسيقى المستعملة فيه تم إعدادها من طرف بول شيفر.
يتكون الموسم الأول من ست حلقات؛ تشمل مقابلات مع كل من باراك أوباما، جورج كلوني، ملالا يوسفزي، جي-زي، تينا فاي وهوارد ستيرن. وقد كان الرئيس السابق للولايات المتحدة أوباما أول ضيف في البرنامج، حيث صدرت الحلقة الأولى على نيتفليكس بتاريخ 12 يناير 2018.

## الإنتاج
في 8 أغسطس عام 2017، أعلنت نيتفليكس أنها ستبدأ تصوير ست حلقات من البرنامج الجديد الذي سيقوم ديفيد ليترمان بتقديمه. كما أَعلنت أن كل حلقة ستقوم على إجراء مقابلة مطولة نوعا ما مع ضيف واحد؛ والذي سوف يتحدث عن مجموعة من المواضيع من تلقاء نفسه.
في 5 يناير عام 2018، أصدرت نيتفليكس مزيدا من المعلومات حول السلسلة؛ حيث أعلن مقدم البرنامج ليترمان عن الضيوف الذين سيستقبلهم في الموسم الأول وهم: باراك أوباما، جورج كلوني، ملالا يوسفزي، جي-زي، تينا فاي وهوارد ستيرن. كما أعلن عن تاريخ العرض الأول للسلسلة والذي هو 12 يناير/كانون الثاني 2018 ووضح أن الحلقة الأولى سيستقبل فيها ليترمان أوباما. يُشار إلى أن هذه المقابلة ستكون الأولى لباراك منذ ترك منصبه كرئيس لأمريكا.

## الحلقات

### نظرة عامة على السلسلة
| الموسم | الموسم  | الحلقات       | الحلقات       | الإصدار الأصلي | الإصدار الأصلي |
| الموسم | الموسم  | الحلقات       | الحلقات       | الإصدار الأول  | الإصدار الأخير |
| ------ | ------- | ------------- | ------------- | -------------- | -------------- |
|        | 1       | 6             | 6             | 12 يناير 2018  | 31 مايو 2018   |
| Bonus  | Bonus   | 8 مايو 2018   | 8 مايو 2018   |                |                |
|        | 2       | 5             | 5             | 31 مايو 2019   | 31 مايو 2019   |
| Bonus  | Bonus   | 21 يونيو 2019 | 21 يونيو 2019 |                |                |
|        | Special | Special       | Special       | 25 أكتوبر 2019 | 25 أكتوبر 2019 |
|        | 3       | 4             | 4             | 21 أكتوبر 2020 | 21 أكتوبر 2020 |
|        | 4       | 6             | 6             | 20 مايو 2022   | 20 مايو 2022   |
|        | Special | Special       | Special       | 12 ديسمبر 2022 | 12 ديسمبر 2022 |

## استقبال
تلقى الموسم الأول من ضيفي القادم لا يحتاج إلى مقدمة مراجعة إيجابية من النقاد، حيث حصل البرنامج على تأييد 74% على موقع الطماطم الفاسدة؛ مع متوسط تقييم بلغ 6.5 من أصل 10 بناءً على 19 رأياً. أما في ميتاكريتيك، فقد نال البرنامج متوسط تقييم بلغ 70 من أصل 100 بناءا على 13 تقييم، وقد كانت عامة الملاحظات إيجابية.

## وصلات خارجية
- ضيفي القادم لا يحتاج إلى مقدمة مع ديفيد ليترمان على موقع IMDb (الإنجليزية)
- ضيفي القادم لا يحتاج إلى مقدمة مع ديفيد ليترمان على موقع ميتاكريتيك (الإنجليزية)
- ضيفي القادم لا يحتاج إلى مقدمة مع ديفيد ليترمان على موقع روتن توميتوز (الإنجليزية)
- ضيفي القادم لا يحتاج إلى مقدمة مع ديفيد ليترمان على موقع نتفليكس (الإنجليزية)
- ضيفي القادم لا يحتاج إلى مقدمة مع ديفيد ليترمان على موقع كينوبويسك (الروسية)
- ضيفي القادم لا يحتاج إلى مقدمة مع ديفيد ليترمان على موقع قاعدة بيانات الفيلم (الإنجليزية)

- الموقع الرسمي